# 六本木フランシスカン・チャペルセンター
六本木フランシスカン・チャペルセンター（ろっぽんぎフランシスカン・チャペルセンター）は、東京都港区にあるキリスト教（カトリック）の教会で、英語を話す信者のために建てられた教会である。六本木教会（ろっぽんぎきょうかい）とも呼ばれる。教会堂名は「アシジの聖フランシスコ」である。

## 沿革
1950年頃、六本木にフランシスコ会によって宣教師のための日本語学校が設立された。施設に外国人司祭たちが集まったことから、周囲の大使館などからミサを挙げて欲しいとの声が上がり、日曜日毎に英語によるミサが行なわれるようになった。次第に参加者が増えたため新聖堂を建設、1967年10月4日に落成した。

## 交通アクセス
- 東京メトロ日比谷線・都営地下鉄大江戸線「六本木駅」より徒歩3分